# ノリリスク
ノリリスク（ロシア語: Нори́льск, ラテン文字転写: Norilsk）は、ロシア連邦クラスノヤルスク地方の都市である。ノリルスクの表記もみられる。北緯66度33分線の北極線よりさらに300km北に位置し、15万人以上の人口を擁する世界最北の都市である。また、北極圏内でムルマンスク（約28万人）に次いで人口が多い都市である。世界最大級のニッケル鉱床を擁しており、ノリリスク・ニッケル（ノルニッケル）の主要操業拠点として知られる。

## 名称
ノリリスク川とノリリスク山の名前にちなんで名づけられた。川の名前は、氷下に仕掛け網を張るために用いられた細長い棒「ノリロ」に由来するとされる。

## 概要
ロシア連邦クラスノヤルスク地方、クラスノヤルスクから北に1500 km、エニセイ川から東に90 kmに位置する。ノリリスクはヤクーツクと並んで、永久凍土地帯に存在する数少ない都市のひとつである。
人口は2010年の調査では175,365人であった。2021年の推計では182,701人であり、クラスノヤルスク地方ではクラスノヤルスクに次ぐ第二の都市である。
ノリリスクは世界最大級のニッケル鉱床の上に位置する。ほかにも銅、コバルト、プラチナ、パラジウム、石炭などの多種の鉱床を有し、これらの採掘と製錬が主要産業となっている。
自動車道路や鉄道でエニセイ川下流の河港ドゥディンカと結ばれている。ポピガイ・クレーターに最も近い都市でもある。
ノリリスクへの外国人の訪問は規制されており、外国人の訪問には特別な許可が必要である。いわゆる閉鎖都市のひとつとされているが、存在自体が隠蔽されているような「秘密都市」ではない。

## 歴史
ピャシナ川の源流にある古代人の遺跡から精錬と鋳造のための原始的な設備が発見されており、青銅器時代にはこの地域の鉱物について知られていたようである。
16-17世紀にはマンガゼヤの人々がノリリスクの銅を利用していたことが、1970年代に行われた発掘調査により明らかになっている。1919年から、ニコライ・ウルヴァンツェフの指導のもと、地質学的な調査が開始され、ノリリスク周辺に多様な鉱物を含む100以上の鉱床が確認された。

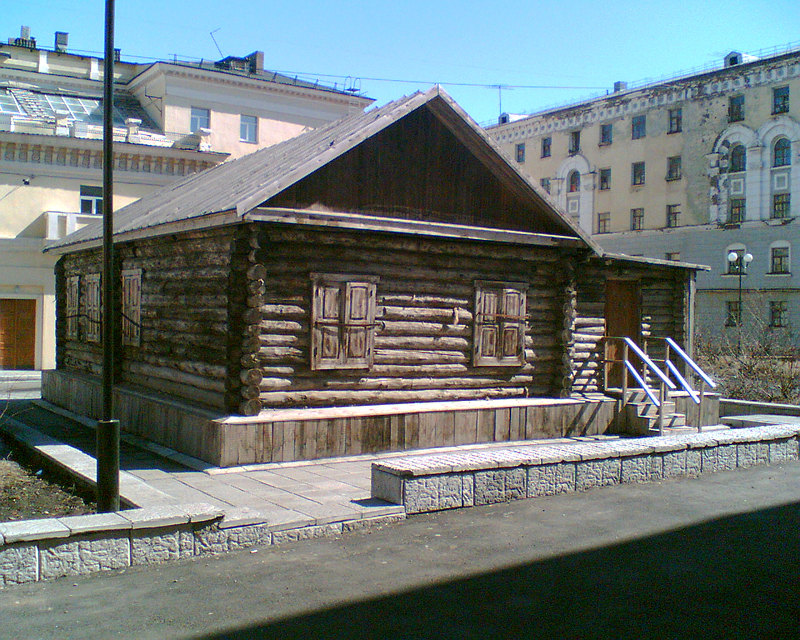
1921年にノリリスクで初めて建設された家屋。歴史的価値を認められ移設保存されている

1921年、ウルバンツェフのグループの地質学者がノリリスク初の家屋を建設した。この家屋はのちに撤去されたが、現在も歴史的記念物としてノリリスク博物館近くに移設保存されている。

### 強制労働収容所の設立
ウラジーミル・レーニンによって設置された強制収容労働システムグラーグは、1930年代、ヨシフ・スターリンによって大きく規模を拡大していた。
1935年、ノリリスク矯正労働収容所（ノリラグ）が設立された。収容された囚人らの労働は、当初はノリリスクの鉱山冶金コンビナート（現ノリリスク・ニッケル）の建設および銅とニッケルの採掘に向けられていた。しかしその活動は次第に多方面化し、事実上ノリリスクそのものの建設にまで及ぶこととなった。
1935年に1,200人だった収容者は、大粛清の影響で1937年には9,000人に急増し、1951年のピーク時には72,500人となった。収容された人々は累計40万人に達し、そのうち30万人が政治犯であった。

### ノリリスク蜂起
1953年に市制が敷かれた。このころまでに、ノリリスクには病院、学校、スタジアム、クラブ、映画館など、必要な都市インフラはすべて建設されていた。当時のノリリスクの人口は7万7千人で、そのうち6万8千人がノリラグの囚人であった。
1953年3月のスターリンが死去すると、同年夏以降、政治犯収容所ゴーラグをはじめとするノリリスクの収容所において収容者によるストライキが発生した。それ以前にもグラーグでの騒乱は多数あったが、大きな反乱としてはこれが最初であった。ゴーラグでは、主にウクライナ人、バルト人、ポーランド人が収容されていた。収容所管理者によって数人の囚人が射殺されたことで蜂起が誘発された。元軍人や西ウクライナ、リトアニア、ラトビア、エストニア、グルジアの民族解放運動の参加者が主役となり、ほぼすべての収容者が蜂起に参加した。この蜂起により約100人が死亡、250人以上が負傷した。蜂起指導者や活動家は中央収容所に入れられた。結果として拘禁の条件は軟化することとなり、1956年8月22日のソ連内務大臣の命令によってノリリスク収容所は清算された。

### 収容所以後の発展
ノリリスクでは20年間に50万人が収容された。ノリラグの記録文書によると、収容所が運営されていた期間に強制労働、飢餓、極寒のため16,806人の囚人がノリリスクで死亡した。ノリラグの囚人の多くは最終的にヨーロッパ、ロシアあるいは出身国に戻ったが、中にはノリリスクに留まり、収容所で身につけた技術や知識を生かして生活したものもいた。特に、ロシア北極圏の主要都市を建設することに大きく寄与することとなった。
1966年、ノリリスクの北東40kmに、ニッケル・銅を産する鉱床が発見され、この地域のさらなる発展を促した。タルナフ鉱山集落が設立され、ノリリスクの西15kmに新たに冶金工場が建設された。フィンランドの多くの企業が製錬所の建設に協力したため、1978年から相当数のフィンランド人専門家とその家族がノリリスクに集まった。一時期、数百人規模のフィンランド国外居住コミュニティが形成されていた。
今日、タルナフはこの地域の主要な採掘処理拠点となっている。

## 産業
ニッケル生産の世界最大手であるノリリスク・ニッケルが操業する世界有数のニッケル鉱山があるほか、銅やコバルトなど種々の金属を産し、冶金業が盛んである。

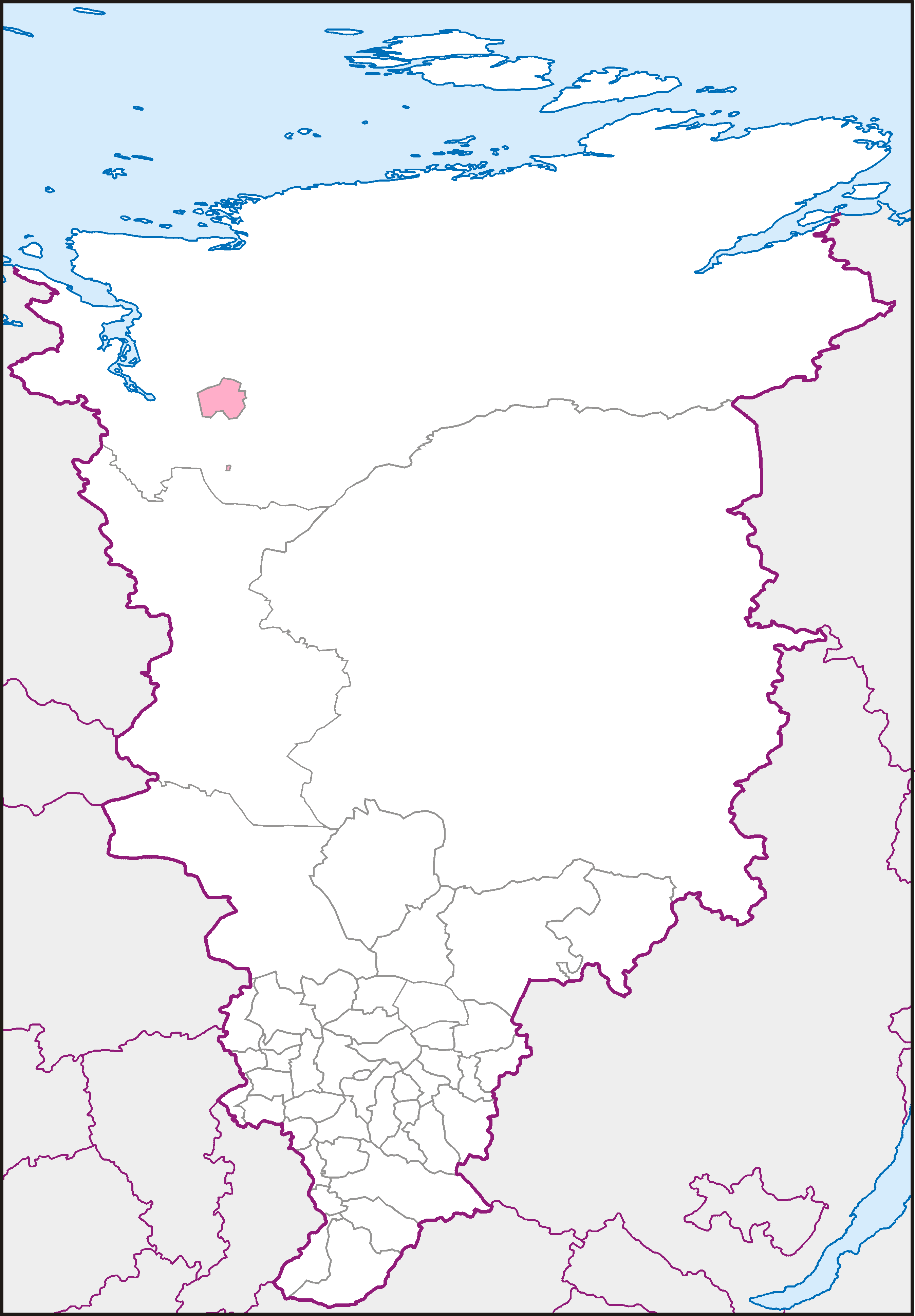
都市型オクルグとしてのノリリスクの範囲

### ノリリスク・ニッケル
1935年に建設されたノリリスク鉱山冶金コンビナートに端を発し、1993年に現在の企業形態となった。ノルニッケルとも呼ばれる。ノリリスク・タルナフが主要な操業地域である。世界でも有数の金属生産企業であり、ニッケルで世界第1位（世界の14%）、パラジウムで第1位（41%）、プラチナで第3位（10%）を占めている。ほかにも、ロジウム、コバルト、銅、銀、金、イリジウム、ルテニウム、セレン、テルル、硫黄の生産も行っている。

## 行政区分

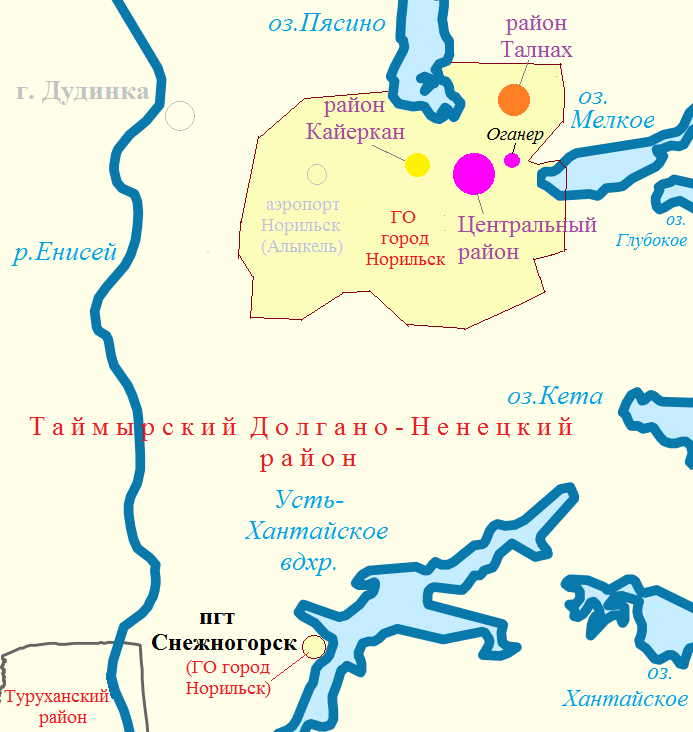
ノリリスクの市街域
カイエルカン
タルナフ
ツェントラリニ (オガネル小地区を含む)

ロシア連邦の行政区画制度としては、ノリリスクはクラスノヤルスク地方に属し、都市型オクルグ（городской округ）として4509km2の範囲を占めている。ほとんどが原野や山地であり、市街域は279km2に過ぎない。
市街域はツェントラリニ区域、タルナフ区域、カイエルカン区域に分けられる。また、オクルグには飛び地であるハンタイカ河畔の町スネシュノゴルスクを含む。
| 区域                                  | 人口（2010年） |
| ------------------------------------- | -------------- |
| カイエルカン                          | 22,338         |
| タルナフ                              | 47,307         |
| ツェントラリニ (オガネル小地区を含む) | 105,720        |
| ノリリスク市としての合計              | 175,365        |
| スネシュノゴルスク                    | 887            |
| 都市型オクルグとしての合計            | 176,252        |

### 議会
ノリリスク市議会：総議席35のうち統一ロシアが25を占めている。

### 市長
2021年に選出されたドミトリー・カラセフは、1981年にノリリスクで生まれた。2017年より市議会議員を務めていた。

## 気候
ノリリスクの気候は人間が住むには非常に厳しい環境である。1年のうち240日以上は氷点下の気温である。記録上の最低気温は-63度、最高気温は+32度である。
ケッペンの気候区分では亜寒帯（Dfc）からツンドラ（ET）に属する。

世界で最も寒い都市の一つであり、ほぼ同じ緯度に位置するムルマンスクよりもはるかに寒い。
| ノリリスクの気候              | ノリリスクの気候 | ノリリスクの気候 | ノリリスクの気候 | ノリリスクの気候 | ノリリスクの気候 | ノリリスクの気候 | ノリリスクの気候 | ノリリスクの気候 | ノリリスクの気候 | ノリリスクの気候 | ノリリスクの気候 | ノリリスクの気候 | ノリリスクの気候 |
| 月                            | 1月              | 2月              | 3月              | 4月              | 5月              | 6月              | 7月              | 8月              | 9月              | 10月             | 11月             | 12月             | 年               |
| ----------------------------- | ---------------- | ---------------- | ---------------- | ---------------- | ---------------- | ---------------- | ---------------- | ---------------- | ---------------- | ---------------- | ---------------- | ---------------- | ---------------- |
| 平均最高気温 °C （°F）        | −31 (−24)        | −32 (−26)        | −26 (−15)        | −14 (7)          | 1 (34)           | 12 (54)          | 17 (63)          | 13 (55)          | 5 (41)           | −7 (19)          | −19 (−2)         | −28 (−18)        | −9.1 (15.7)      |
| 平均最低気温 °C （°F）        | −36 (−33)        | −37 (−35)        | −35 (−31)        | −26 (−15)        | −12 (10)         | 1 (34)           | 7 (45)           | 5 (41)           | −6 (21)          | −18 (0)          | −26 (−15)        | −32 (−26)        | −17.9 (−0.3)     |
| 降水量 mm （inch）            | 34 (1.34)        | 28 (1.1)         | 32 (1.26)        | 31 (1.22)        | 30 (1.18)        | 49 (1.93)        | 54 (2.13)        | 62 (2.44)        | 59 (2.32)        | 55 (2.17)        | 43 (1.69)        | 42 (1.65)        | 519 (20.43)      |
| 平均降水日数                  | 23               | 19               | 20               | 16               | 15               | 16               | 13               | 16               | 18               | 23               | 23               | 25               | 227              |
| 出典：WorldClimateGuide.co.uk |                  |                  |                  |                  |                  |                  |                  |                  |                  |                  |                  |                  |                  |

## 環境問題
鉱山操業により大量の二酸化硫黄などを排出していることから、近年は環境破壊の問題も指摘されており、「世界の汚染された10都市」のひとつにも数えられている。ノリリスクのニッケル鉱山は、世界の二酸化硫黄（SO2）排出量の1％を占めるという試算もある。また、製錬は酸性雨やスモッグなどの深刻な公害の直接の原因となっている。
2016年、ロシア北極圏の川が血のように赤くなった。ノルニッケルは、同社のある施設での流出が原因であることを認めた。
2020年5月29日、ノルニッケル傘下の火力発電所でノリリスク油流出事故が発生し、およそ21,000トンの燃料油が流出した。これはロシア史上最大級の原油流出事故となった。この流出により、6,000トンが地中に染み込み、15,000トンが近隣のアンバルナヤ川とダルディカン川に流出したと推定された。環境問題の専門家は、浄化には約1,000億ルーブル（15億米ドル）の費用と5年から10年かかると推定した。
ノルニッケルは1460億ルーブルの罰金を支払うことになった。
2021年8月、ロシア非常事態省は燃料流出事故の解消を報告した。2022年1月には土壌の修復作業の完了が報告された。
2022年5月、ノリルスク・ニッケルの支援を受けて行われた調査の結果を受け、ピャシノ湖とピャシナ川上流の魚類相の汚染はなかったとの発表が行われた。

## 文化
ノリリスクでは毎年、「ビッグ・アーギッシュ」フェスティバルや「ランド・イズ・アワー・コモン・ホーム」フェスティバルなど、大規模な文化・娯楽フェスティバルが開催されている。
マヤコフスキー記念ノリリスク極地演劇場は、世界最北の劇場である。2009年、クラスノヤルスク準州の文化遺産に登録された。
2021年6月、ノリリスク・ニッケルは商館ビルの再建と8500平方メートルの美術館の開設を含む北極圏モダンアート美術館 (AMMA) の40億ルーブルのプロジェクトを発表した。

## スポーツ
市内には、スーパーリーグに所属するフットサルクラブMFKノリリスキイ・ニケリがある。
また、カーリングも盛んで、ロシアカーリング連盟とノルニッケルの支援を受け、国際大会がノリリスクとドゥディンカで開催されている。
ノリリスクには複合スポーツ施設が多くあり、市民に開放されている。2020年12月17日、1万平方メートル以上の面積を持つアイカのスポーツ複合施設がオープンした。 ノルニッケルはこの建設に36億ルーブルを投資している。

## 交通

### 空港
中心部から西へ35㎞の位置にノリリスク・アリケリ空港が位置しており、モスクワ、サンクトペテルブルグ、ノボシビルスクへの便がある。
2005年、空港の大規模な改築工事が始まり、2008年までに旅客ターミナルビルは現代の国際基準に適合するよう改修された。
2018年、空港滑走路の改修を行う大規模プロジェクトが完了した。滑走路が改修され、空港の収容能力が向上した。
2020年夏、「交通システム開発のための国家プログラム」の一環として、空港の再建に向けた作業が開始された。投資額は125億ルーブル以上で、うちノルニッケルが58億ルーブルを投資する。

### 陸路・鉄道・海路
ノリリスクは道路とノリリスク鉄道でドゥディンカ港とつながっており、海路でアルハンゲリスクやムルマンスクと通年、河川でクラスノヤルスクやディクソンと夏季の航行期間中に結ばれている。
バスが都市内で運行しているほか、ドゥディンカ行きの路線もある。また、タクシーが広く展開されている。
ノリリスク鉄道は1998年に旅客輸送を廃止し、現在は貨物輸送にのみ使用されている。

## 出身者

### スポーツ選手
- ミハイル・チャチュバ（1930-1967）飛び込み[51]
- ヴィクトール・セムチェンコフ（1942年生）水泳選手[52]
- アハメド・アナルバエフ（1948年生）水泳選手[53]
- レオニード・イリイチョフ（1948年生）水泳選手[54]
- ウラジミール・ブレ（1950年生）水泳選手[55]
- セルゲイ・スマジン（1958年生）チェスのグランドマスター[56]
- ナタリア・ユルチェンコ（1965年生）体操選手[57]
- イワン・V・ザイツェフ（1975年生）ロシア出身のカザフスタン人水球選手[58]
- エフゲニー・ソロビョフ（1992年生）アイスホッケー選手[59]

### サッカー選手
- アンドレイ・トゥヴランキン （1967年生）アゼルバイジャン人フットサル選手[60]
- ドミートリー・トルビンスキー（1984年生）サッカー選手
- ヴァカ・アルバコフ（1985年生） サッカー選手[61]
- ウラジスラフ・カラプゾフ（2000年生） サッカー選手[62]

### 芸術家
- オクサナ・チェルカソヴァ（1951年生）アニメーター[63]
- アンドレイ・バルテネフ（1965年生）芸術家[64]

### 学者
- アレクサンドル・シコフ（1948年-2013年）材料科学者[65]
- アレクサンダー・オウザン(1954年生) 経済学者[66]

### 政治家・政治活動家ほか
- ユーリイ・プロダン（1959年生）政治家[67]
- ヴィクトル・トメンコ（1971年生）政治家[68]
- ナジェージダ・トロコンニコワ（1989年生）政治活動家、プッシー・ライオットのメンバー[69]
- オレクサンドル・グロトフ （1953年生）ウクライナ人ジャーナリスト[70]
- ミハイル・ポプコフ（1964年生）連続殺人犯[71]

## 姉妹都市
- ミヌシンスク、ロシア
- ネセバル、ブルガリア